# Arecáceas

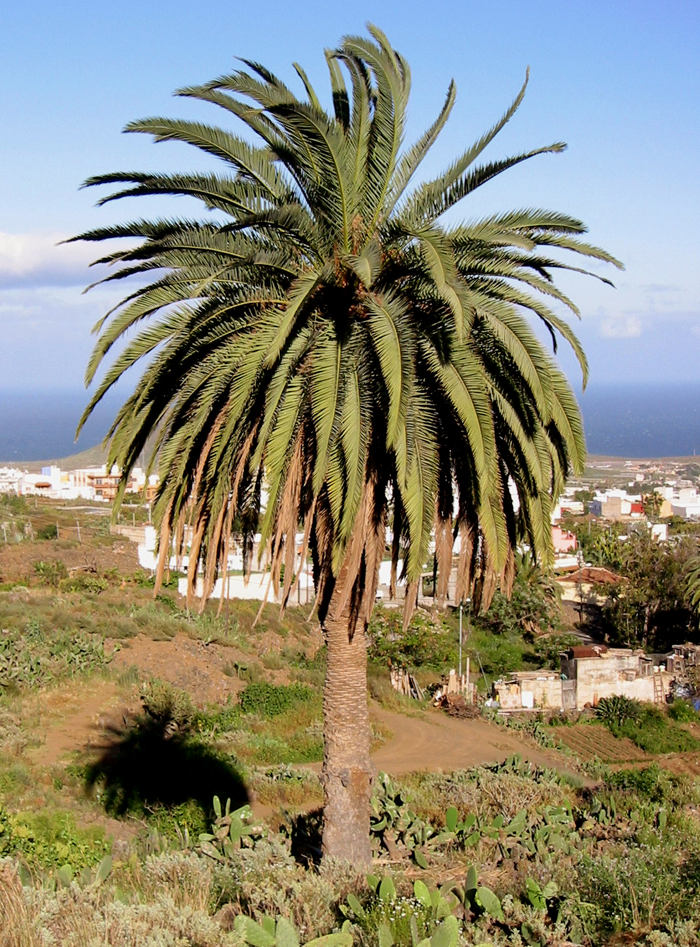
Phoenix canariensis (palmeira-das-canárias)

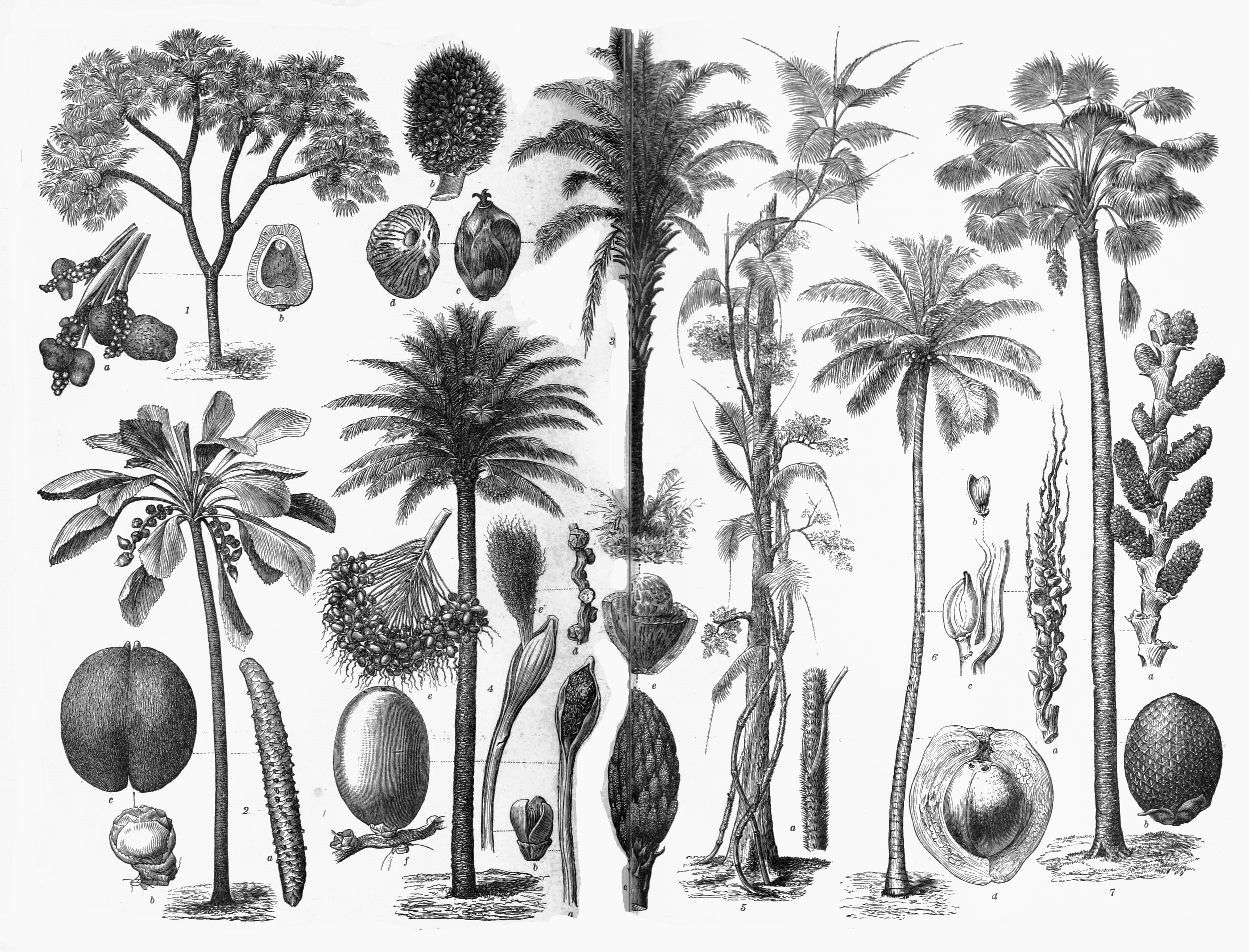
Morfologia típica das arecáceas

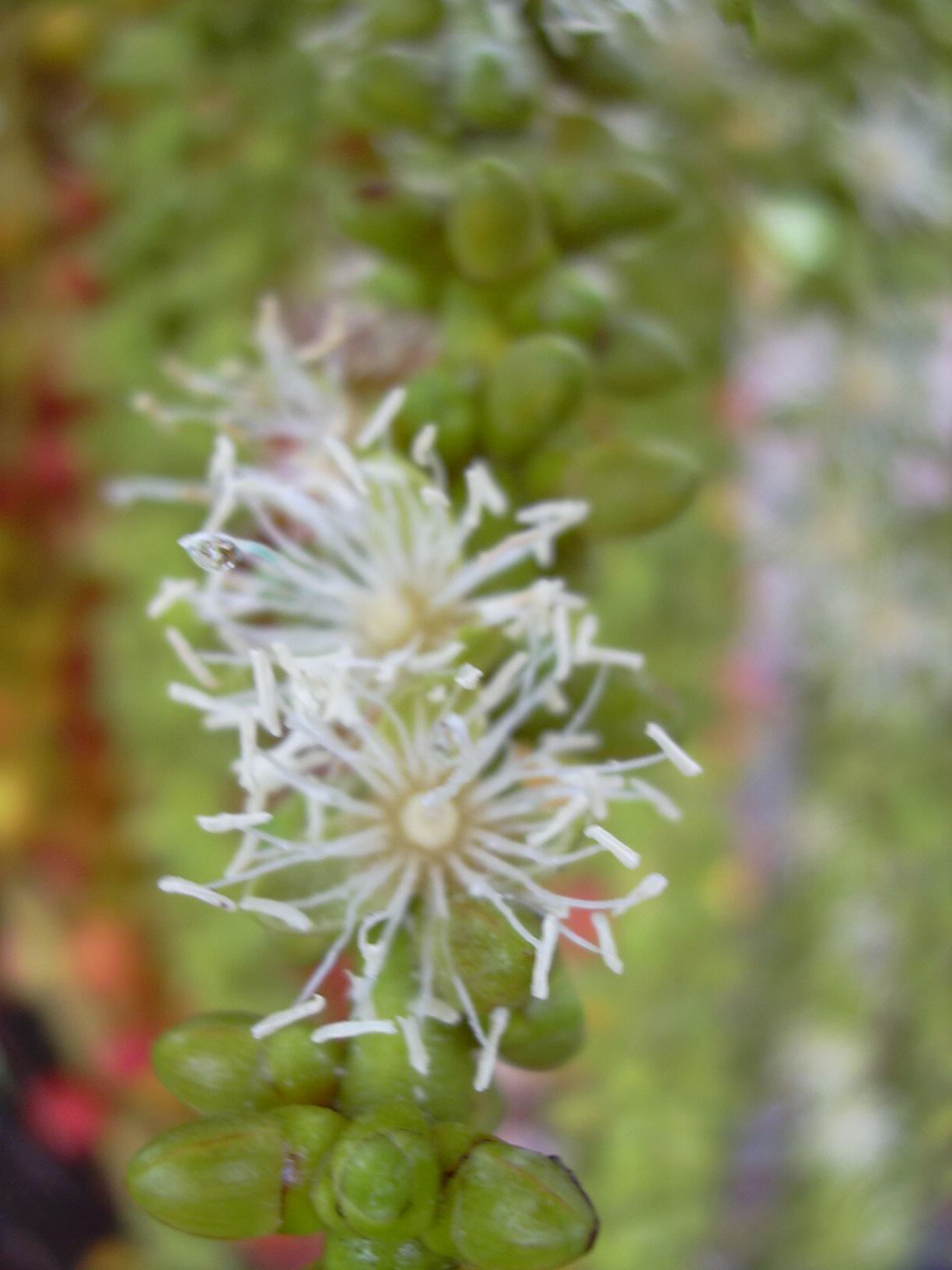
Flores típicas das Arecaceae

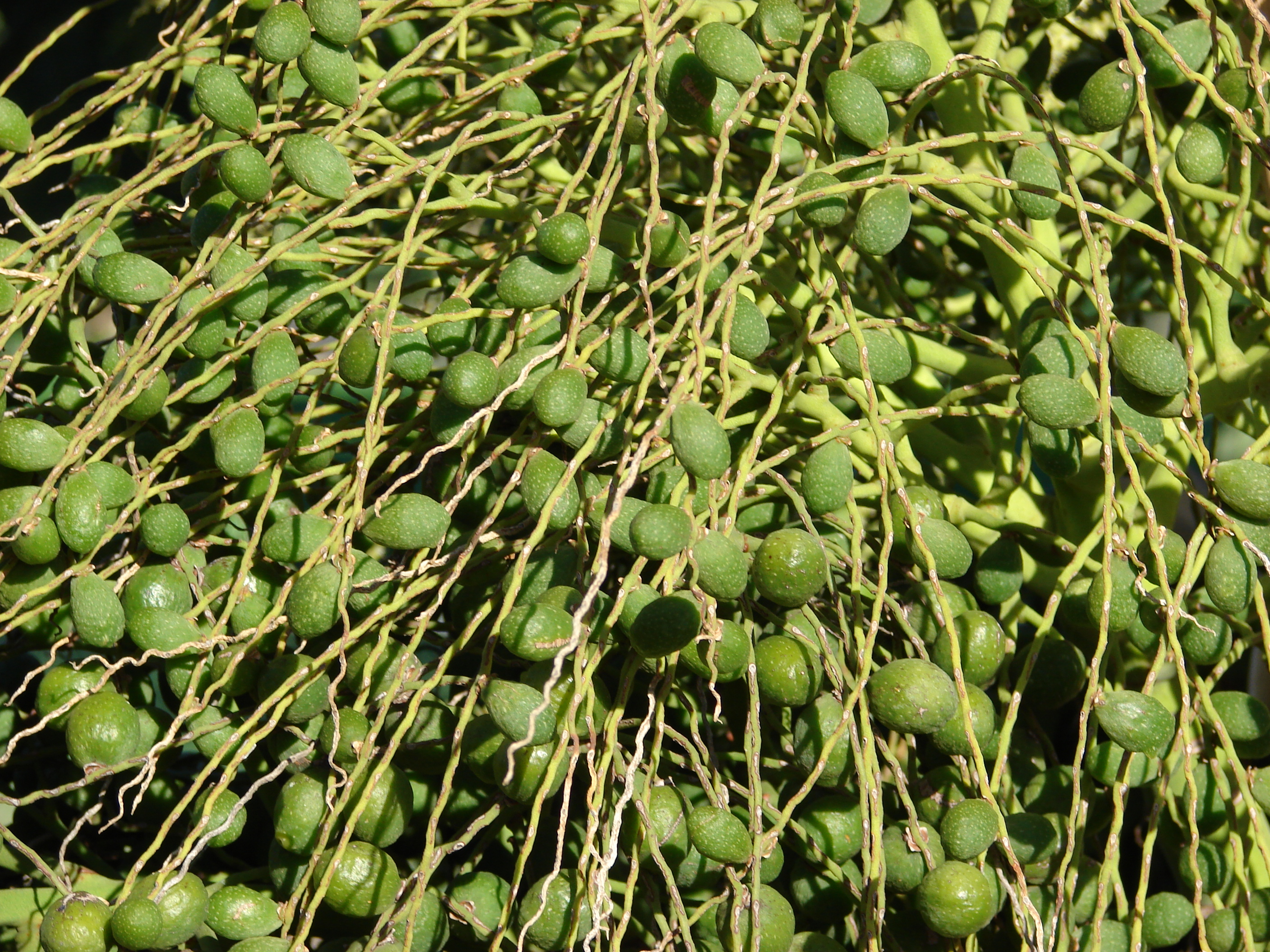
Frutos típicos das Arecaceae

Arecáceas (Arecaceae) é uma família de plantas com flor monocotiledóneas da ordem Arecales, também conhecida pelo nome obsoleto de Palmae, que inclui as espécies conhecidas pelo nome comum de palmeiras. Na sua actual circunscrição taxonómica a família inclui 183 géneros com cerca de 2600 espécies extantes validamente descritas, entre as quais plantas muito conhecidas, como o coqueiro e a tamareira. O género tipo da família é Areca, cuja espécie mais conhecida é a Areca catechu, uma palmeira da Malásia cuja semente é conhecida por noz de areca. A família inclui a espécie com a maior folha conhecida  (no género Raphia, com até 25 m de comprimento), a maior semente conhecida (da espécie Lodoicea maldivica, com mais de 22 kg de peso) e a maior inflorescência (no género Corypha, com mais de 7,5 m de comprimento e mais de 10 milhões de flores).

## Descrição
As palmeiras são plantas perenes, arborescentes, tipicamente com um caule cilíndrico não ramificado do tipo estipe, atingindo grandes alturas, mas por vezes se apresentando como acaules (caule subterrâneo). Não são consideradas árvores porque todas as árvores possuem o crescimento do diâmetro do seu caule para a formação do tronco (crescimento secundário), que produz a madeira e tal não acontece com as palmeiras.
A seiva de algumas espécies de arecáceas é tradicionalmente fermentada para produzir o vinho de palma, muito apreciado e conhecido em Moçambique com o nome de "sura" (onde, para além de ser bebido, é também utilizado como fermento na fabricação de pães e bolos). Em Angola, o vinho de palmeira é conhecido como "marufo". O buriti (Mauritia flexuosa) também é fermentado (entre outras formas de consumo), dando origem ao vinho de buriti, e o açaí (Euterpe oleracea) dá o vinho de açaí. No Brasil, a palmeira-imperial (Roystonea oleracea) plantada em 1809 por D. João VI, tornou-se o "símbolo do império" em meados do século XIX.

### Morfologia
As árvores ou arbustos deste grupo possuem troncos não-ramificados ou que são raramente ramificados, podendo ser rizomatosos. O ápice de seu caule tem frequentemente um meristema apical com taninos e polifenóis e as raízes, de pontas agudas, podem ter expansões do pecíolo. Essas plantas podem ser espinhosas devido a modificações em seus segmentos foliares com fibras expostas.(JUDD et al, 2009)

### Folhas
As Folhas são alternas e espiraladas, geralmente agrupadas em uma espécie de coroa, que podem ser bem separada, simples ou até mesmo inteira. São divididas de forma pinada a palmada durante a expansão foliar, e quando na maturidade com aparência palmado-lobadas (segmentos radiam-se de um único ponto).
Quando as folhas são costa-palmado-lobadas, seus segmentos (palmados) partem de um eixo central. Também podem ser pinado-lobadas ou compostas, onde o eixo central desenvolvido leva segmentos pinados.
Raramente podem ser compostas bipinadas, e são diferenciadas em pecíolo e lâmina.
Folhas plicadas possuem seus segmentos as vezes induplicados (em formato de V em secção transversal) ou reduplicados (em forma de V virado para baixo em secção transversal); neste caso cada segmento ou que também podem ser nervuras são mais ou menos paralelas a divergentes, neste caso o pecíolo frequentemente possui uma dobra chamada hástula, presente na base com padrões de fibras; as estípulas neste tipo de folha não estão presentes. (JUDD et al, 2009)

### Inflorescência
As Inflorescências destas plantas são determinadas ou indeterminadas, que se parecem espigas compostas, sendo estás axilares ou terminais, possuem brácteas de tamanhos pequenos ou grandes e são decíduas ou persistentes. (JUDD et al, 2009)

### Flores
As flores podem ser bissexuais ou unissexuais (plantas monoicas ou dioicas), possuem simetria radial, são geralmente sésseis e seu perianto é dividido em cálice e corola. Suas sépalas possuem número de 3 e são livres ou conadas, imbricadas ou valvadas e seus estames tem número de 3 ou 6 com filetes livres ou conados, e podem estar presos ou não ás suas pétalas. O gineceu geralmente apresenta 3 carpelos, mas pode variar até 10.
Possuem ovário supero geralmente com placentação axial e com estigmas variados, que estão distribuídos um óvulo em cada lóculo; pode ser anátropo a ortótropo. Não possui nectários nos septos do ovário e tem androceu com 6 estames dispostos em 2 séries de 3; gineceu com ovário súpero tricarpelar. (JUDD et al, 2009)

#### Polinização
As flores das Palmeiras são frequentemente polinizadas pelos insetos, em sua maioria por coleópteros (besouros), abelhas e moscas. (JUDD et al, 2009)

### Fruto
O Fruto é do tipo drupa, geralmente  fibroso ou raramente como baga e possuem endosperma com óleos ou carboidratos, que em algumas plantas podem ser ruminado. (JUDD et al, 2009)

## Distribuição
As espécies da família Arecaceae estão distribuídas nas regiões tropicais e temperadas do mundo. O Brasil abriga 37 gêneros, sendo 1 deles endêmico do país; com 288 espécies, das quais 123 são endêmicas. Sua ocorrência é confirmada em todas as regiões do país. Os domínios fitogeográficos de sua ocorrência são Amazônia, Caatinga, Cerrado, Mata Atlântica, Pampa e Pantanal. Os tipos de vegetação que existem são: Área Antrópica, Caatinga (stricto sensu), Campinarana, Campo de Altitude, Campo de Várzea, Campo Limpo, Campo Rupestre, Cerrado (lato sensu), Floresta Ciliar ou Galeria, Floresta de Igapó, Floresta de Terra Firme, Floresta de Várzea, Floresta Estacional Decidual, Floresta Estacional Perenifólia, Floresta Estacional Semidecidual, Floresta Ombrófila (= Floresta Pluvial), Floresta Ombrófila Mista, Palmeiral, Restinga, Savana Amazônica e Vegetação Sobre Afloramentos Rochosos.

## Filogenia e sistemática

### Filogenia

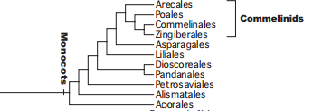
APG 2016

Arecaceae, única família pertencente da ordem Arecales, são distintas e facilmente reconhecíveis, sendo uma família monofilética, com suas sinapomorfias: presença de corpos de sílica em forma de chapéu, fruto indeiscente e endosperma com hemicelulose (Dransfield et al. 2008). Estudos moleculares reconhecem 4 subfamílias: Arecoideae, Ceroxyloideae, Coryphoideae e Nypoideae (Martins apud Asmussen et al. 2006). Calamoideae, com 21 gêneros, era uma subfamília agrupada dentro de Arecaceae, mas algumas análises filogenéticas de múltiplas sequências de DNA mostraram que o clado é o grupo irmão de todas as palmeiras. Os gêneros desta subfamília, com folhas geralmente pinadas e reduplicadas, formam um complexo parafilético, enquanto os da Arecaceae em si, com folhas geralmente costa-palmadas ou palmadas e induplicadas, formam um grupo monofilético. (JUDD et al, 2009)

### Sistemática

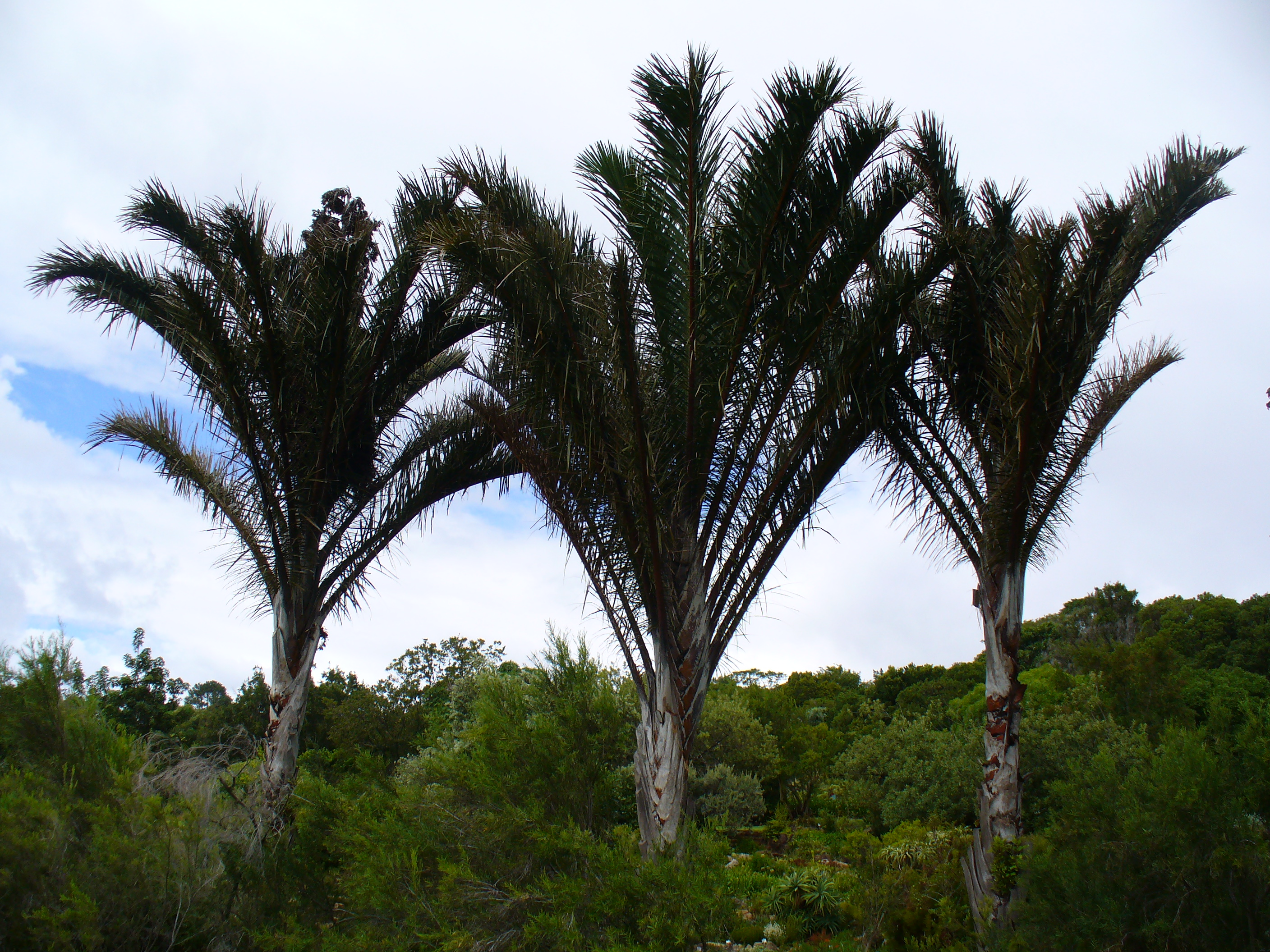
Subfamília Calamoideae: Raphia australis

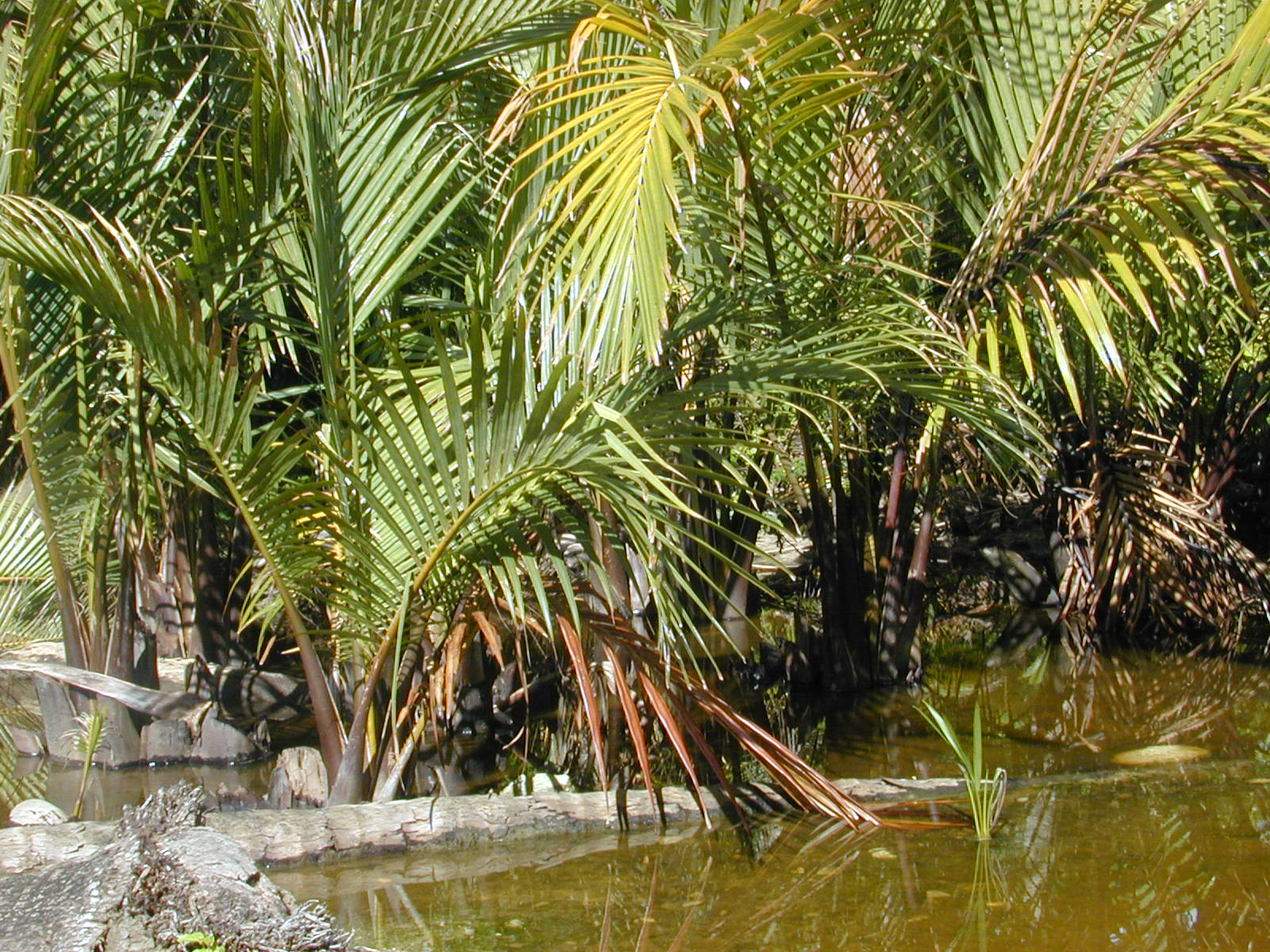
Subfamília Nypoideae: Nypa fruticans

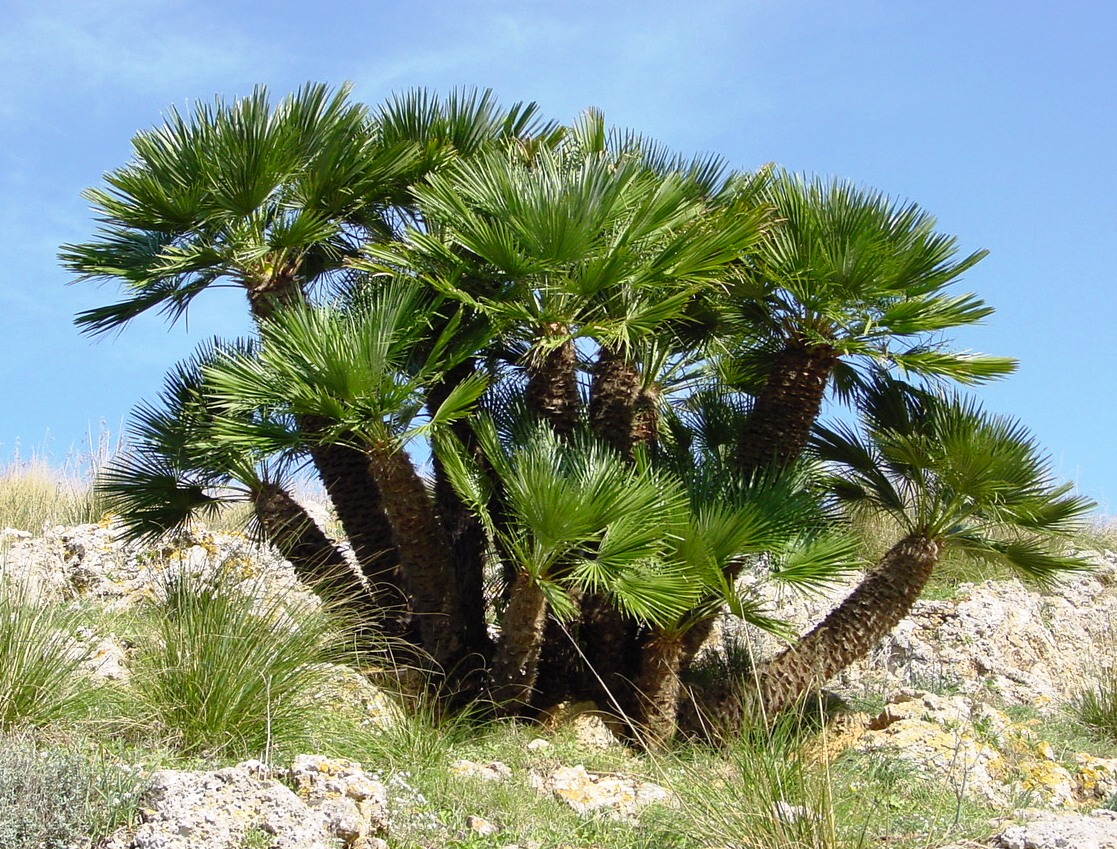
Subfamília Coryphoideae: Chamaerops humilis

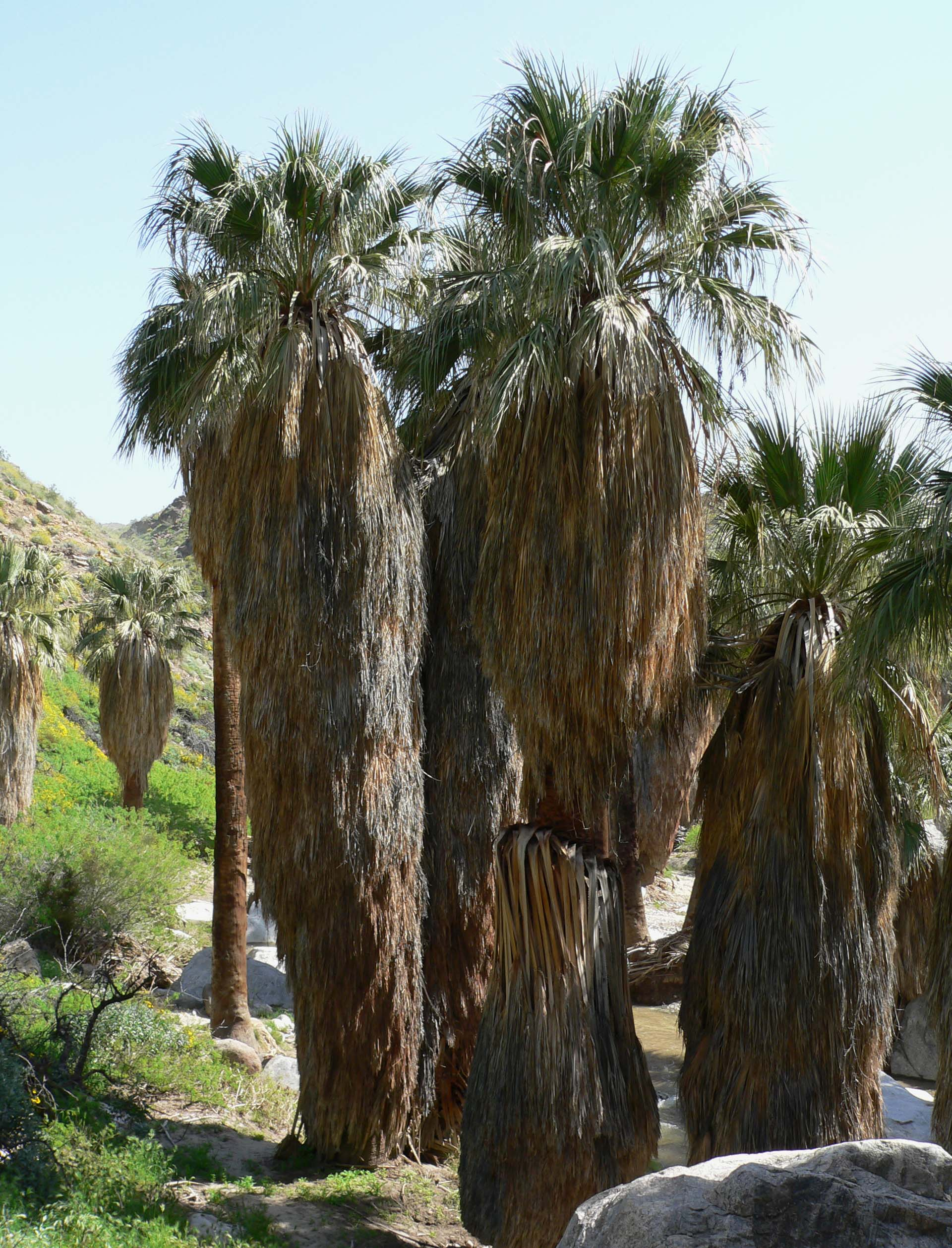
Subfamília Coryphoideae: Washingtonia filifera

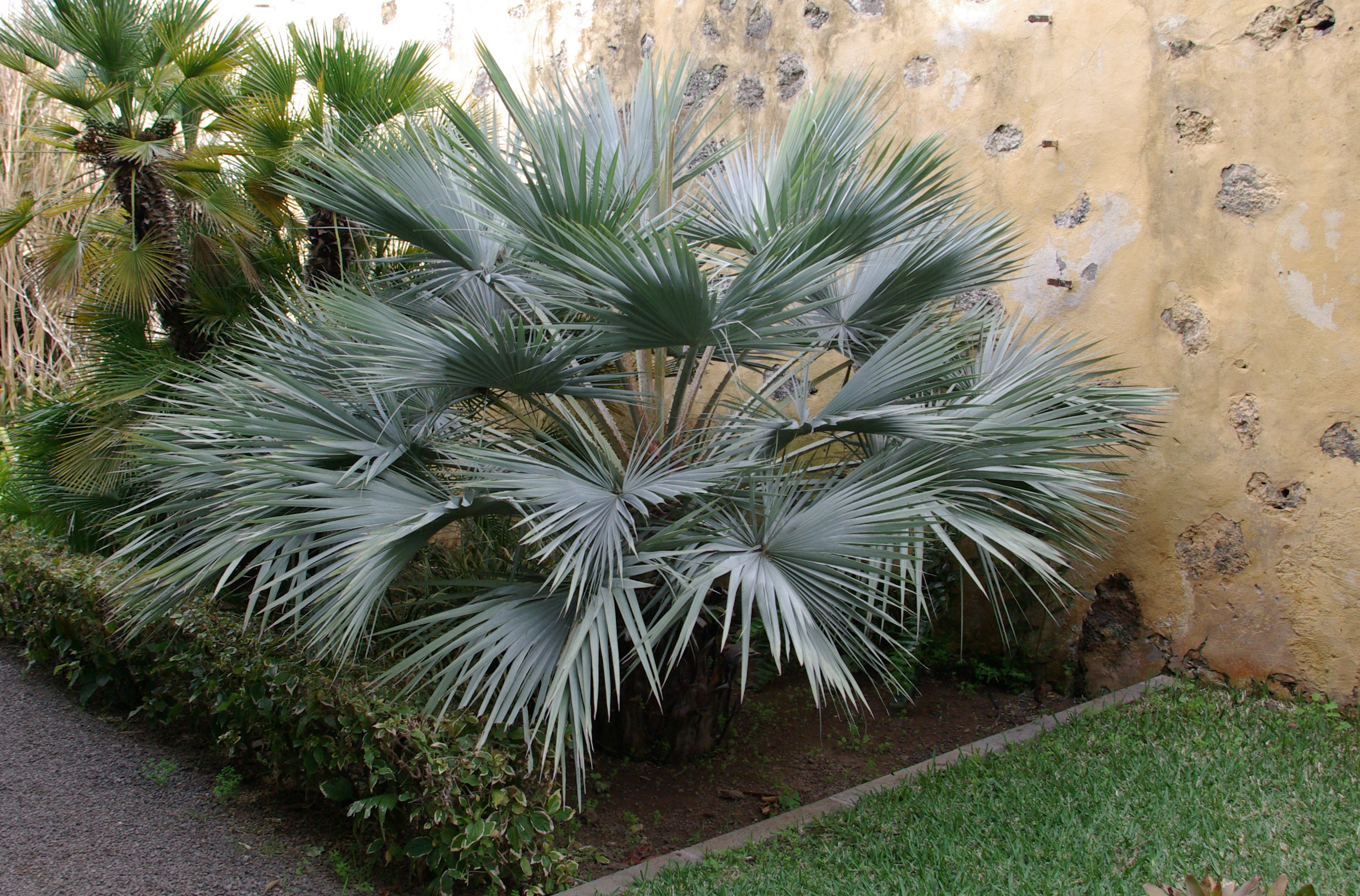
Subfamília Coryphoideae: Brahea armata

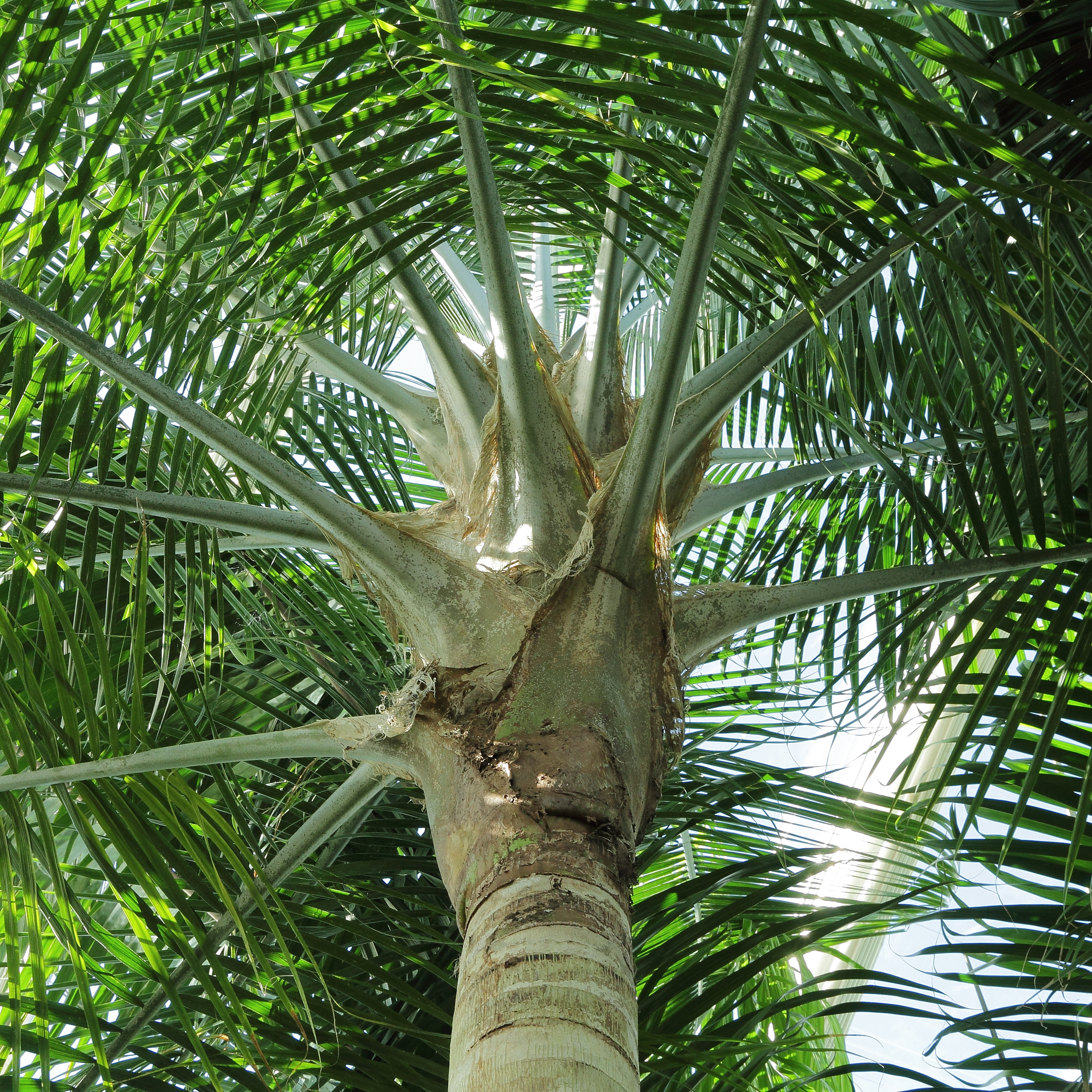
Subfamília Ceroxyloideae: Ravenea rivularis

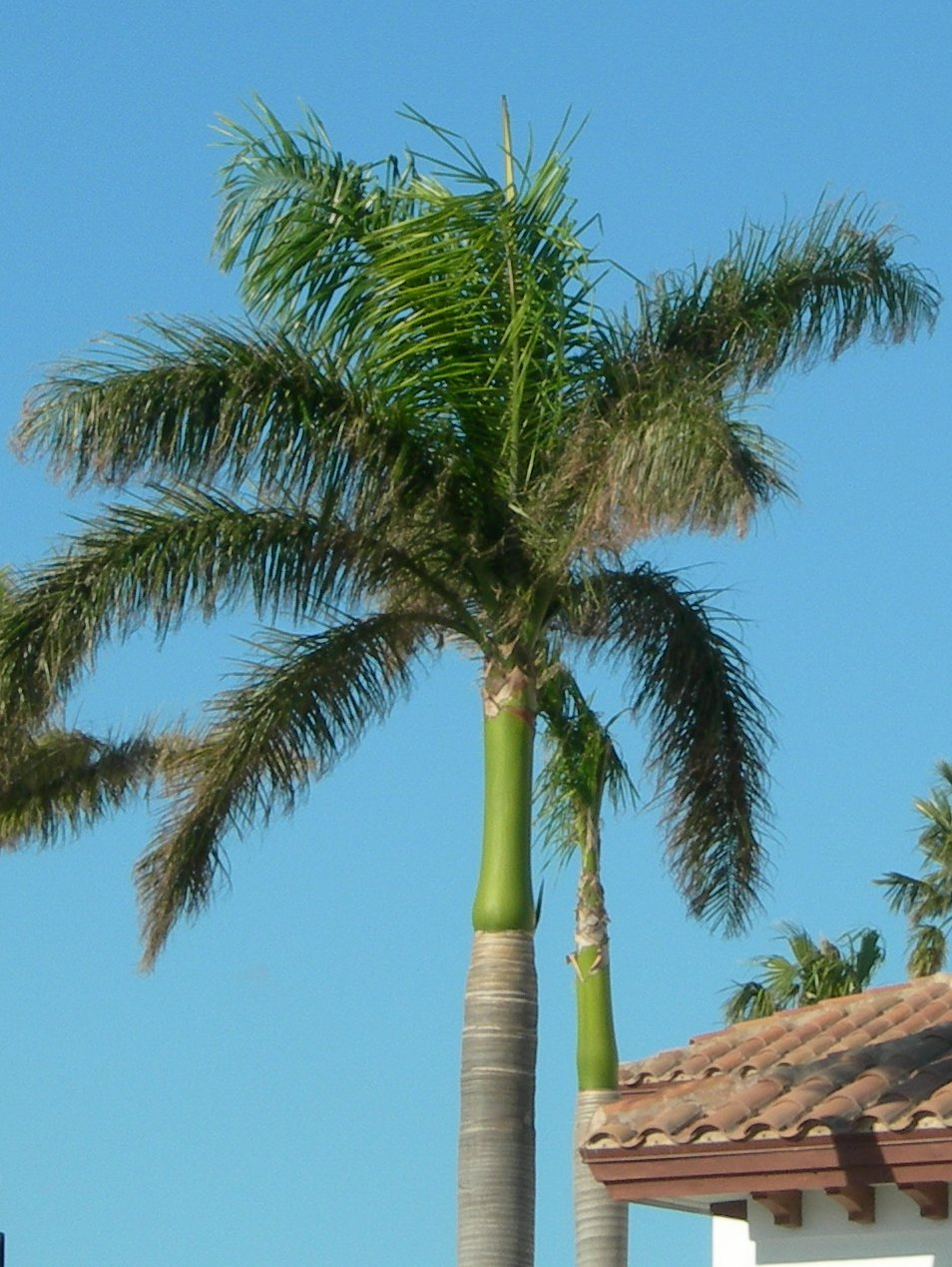
Subfamília Arecoideae: Roystonea regia

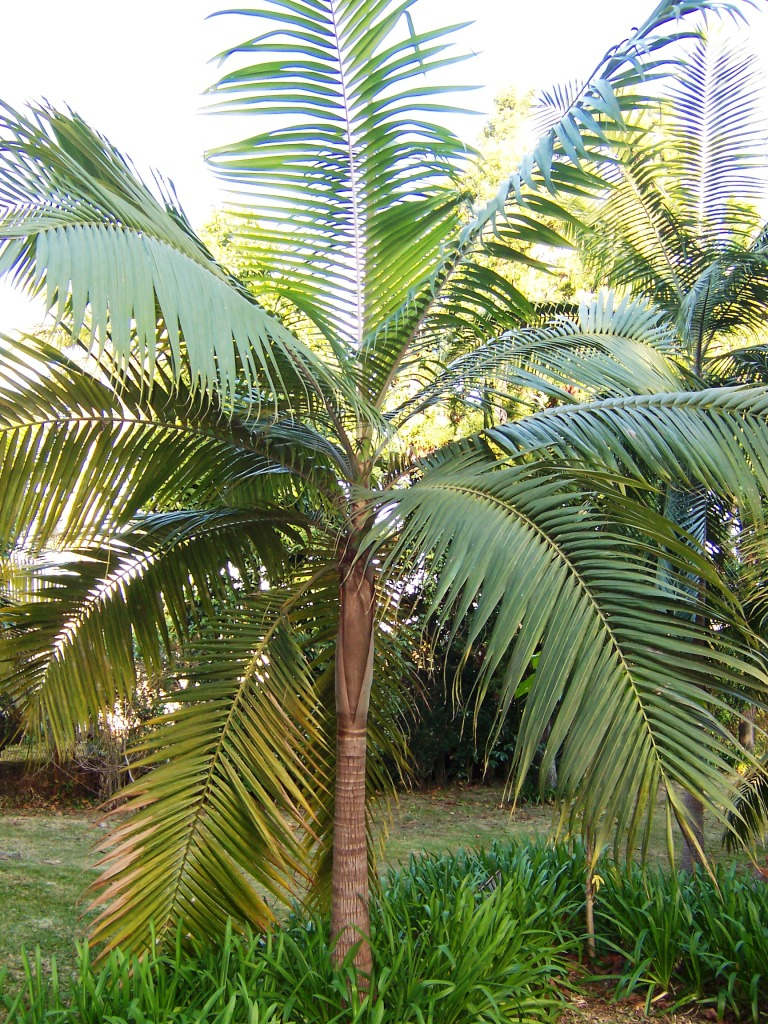
Subfamília Arecoideae: Dictyosperma album

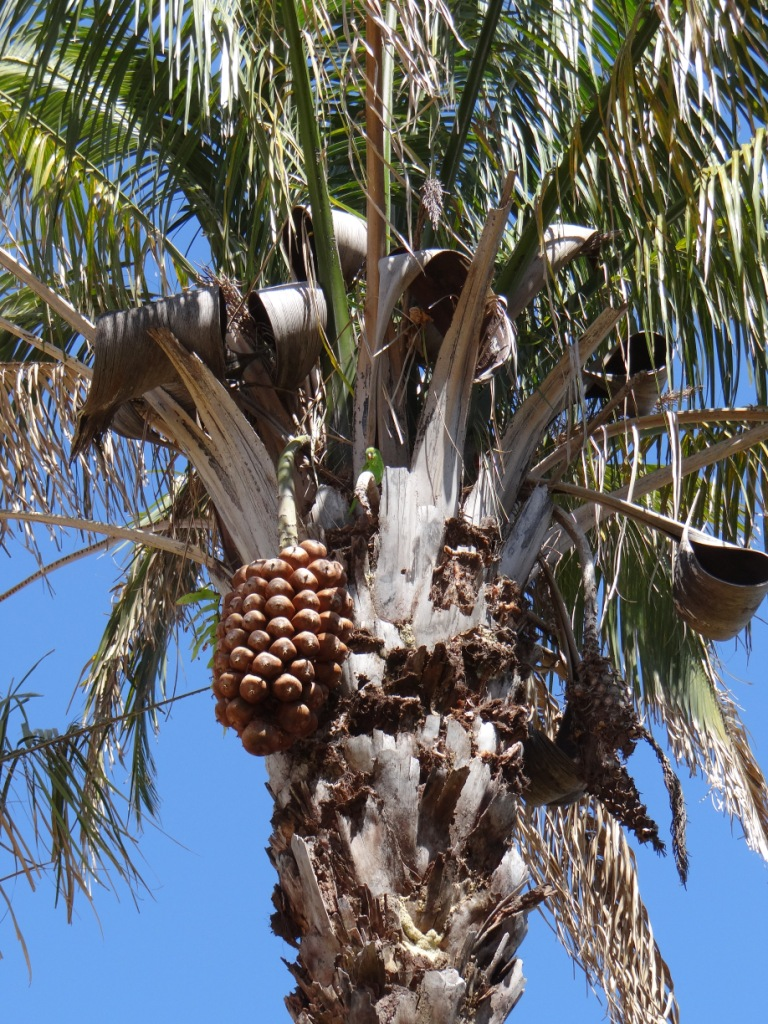
Subfamília Arecoideae, tribo Cocoseae, subtribo Attaleinae: Attalea brasiliensis

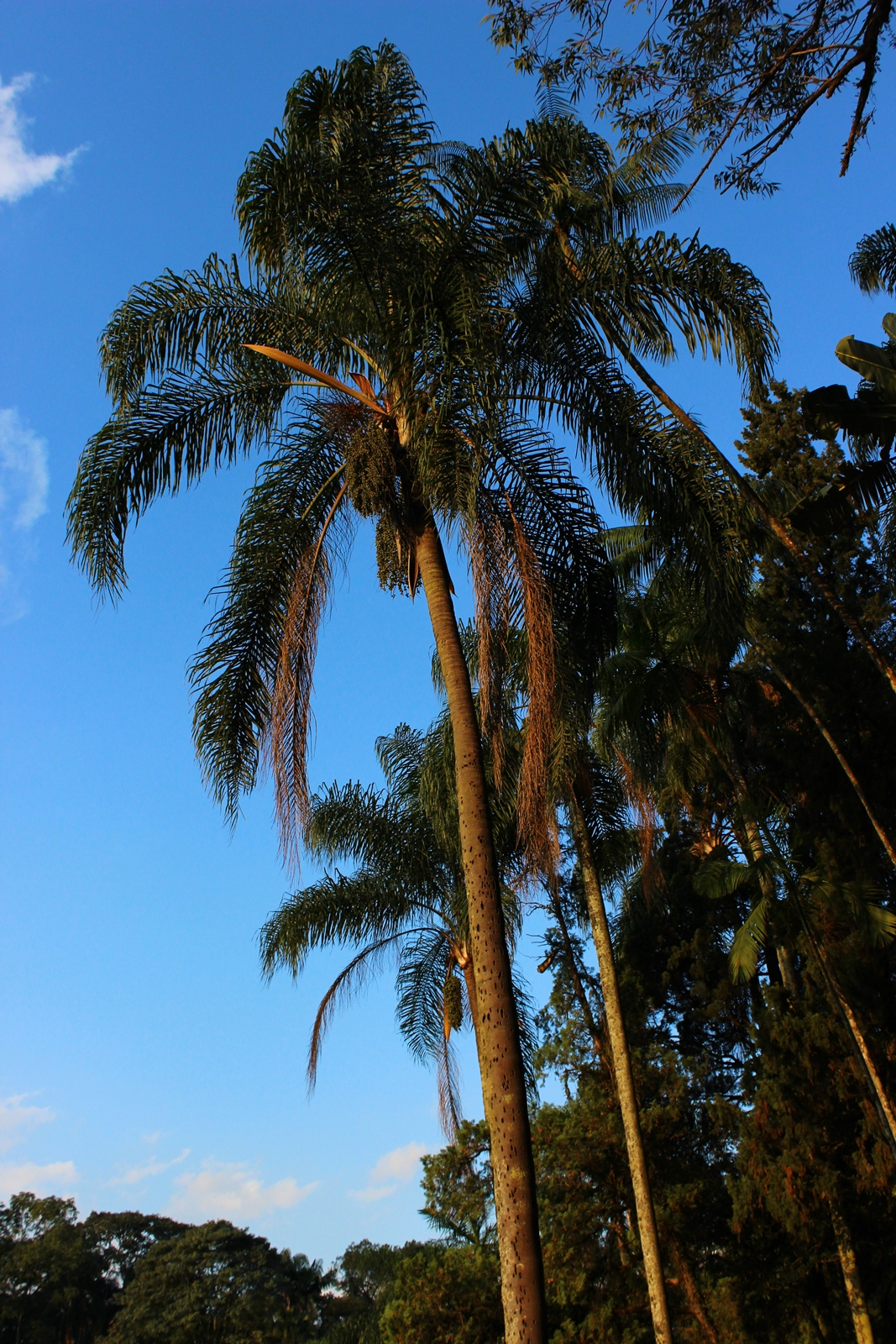
Syagrus romanzoffiana (palmeira-jerivá)

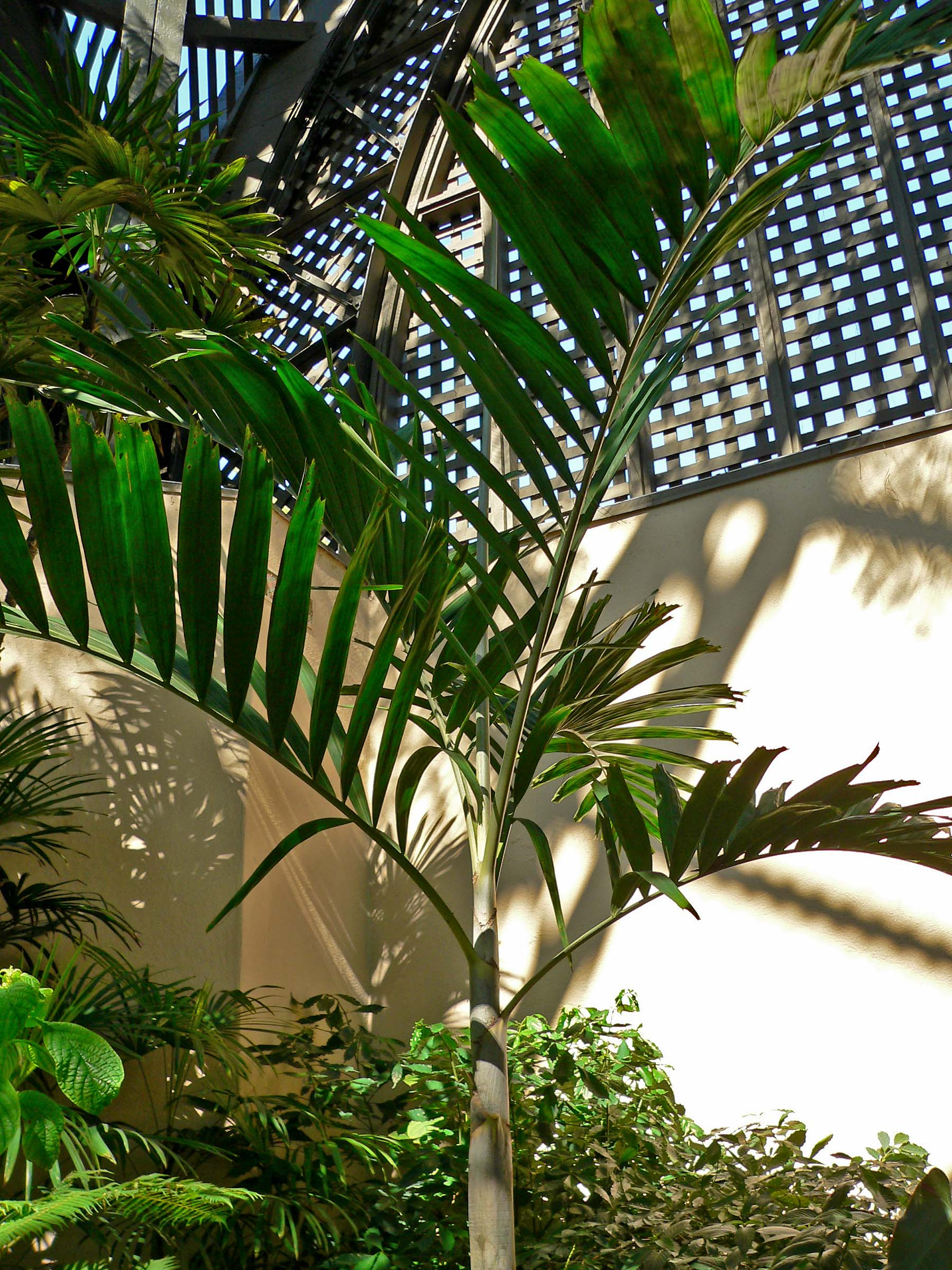
Ptychosperma elegans (palmeira-elegante)

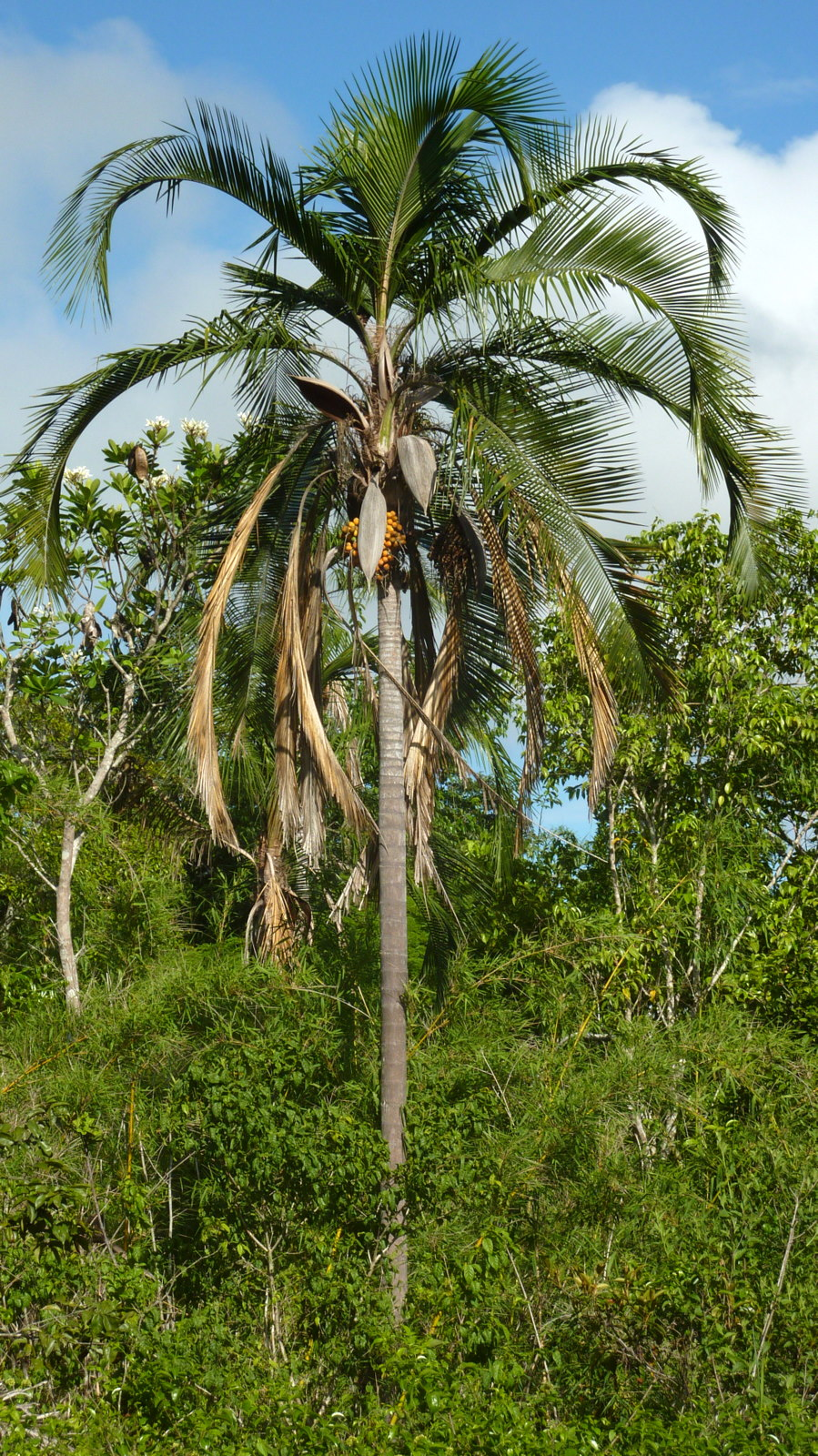
Syagrus botryophora (palmeira-pati)

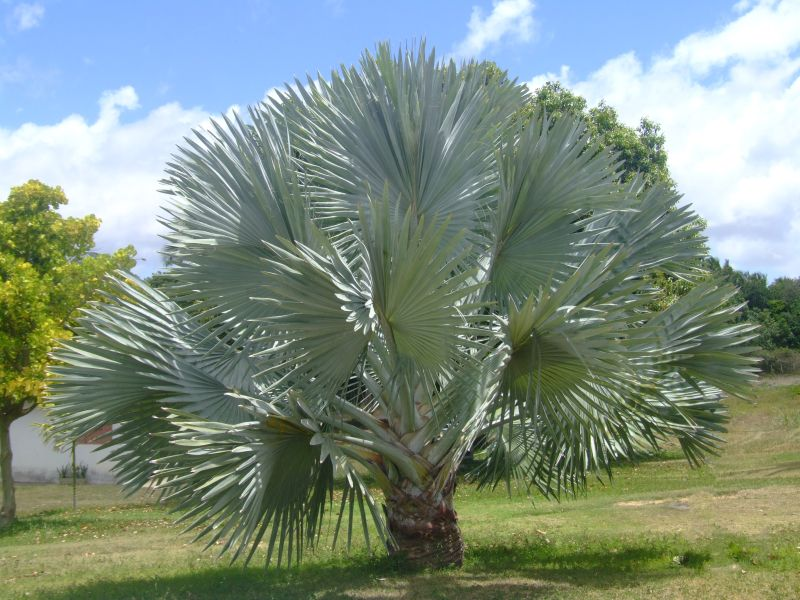
Bismarckia nobilis (a palmeira-azul)

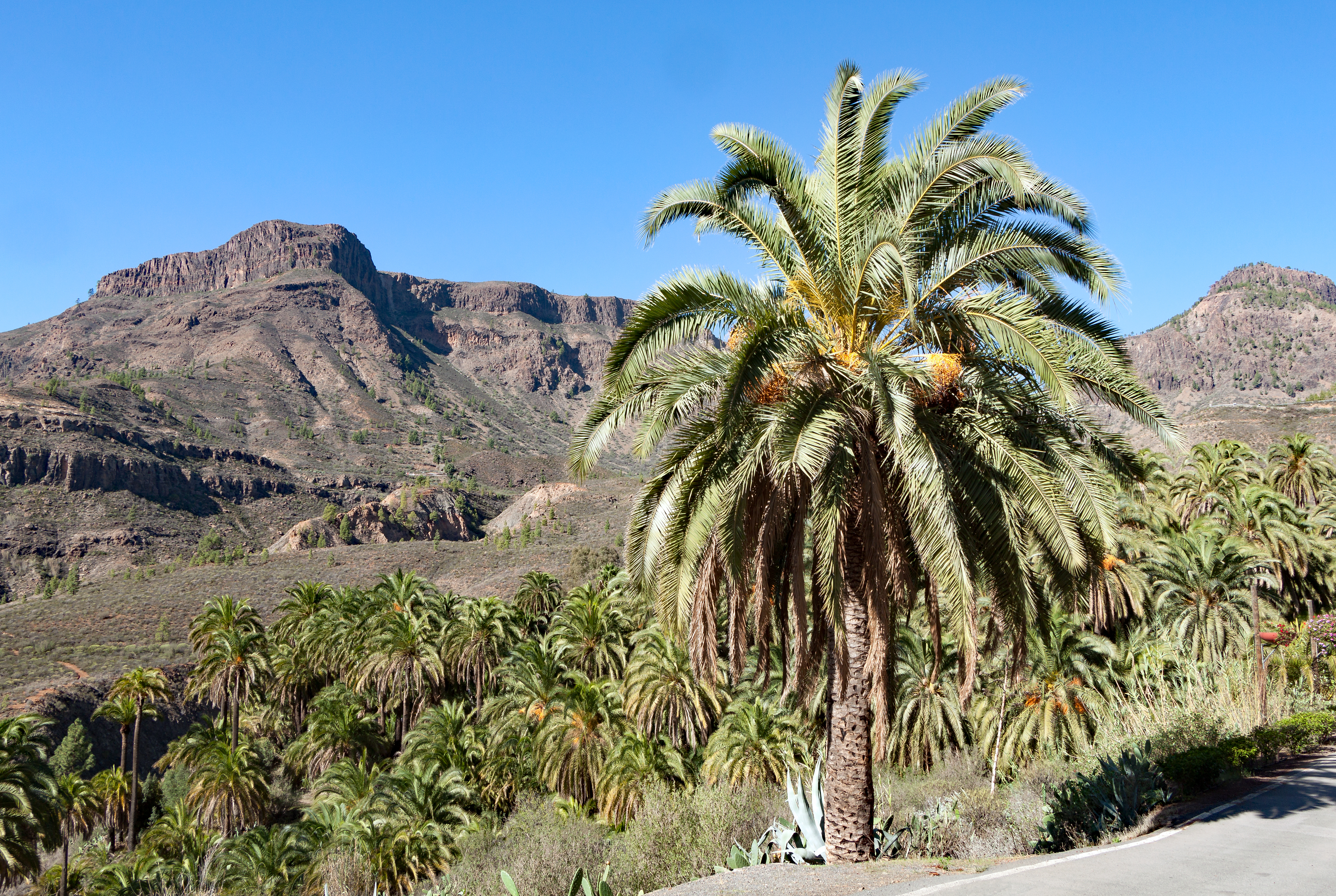
Phoenix canariensis

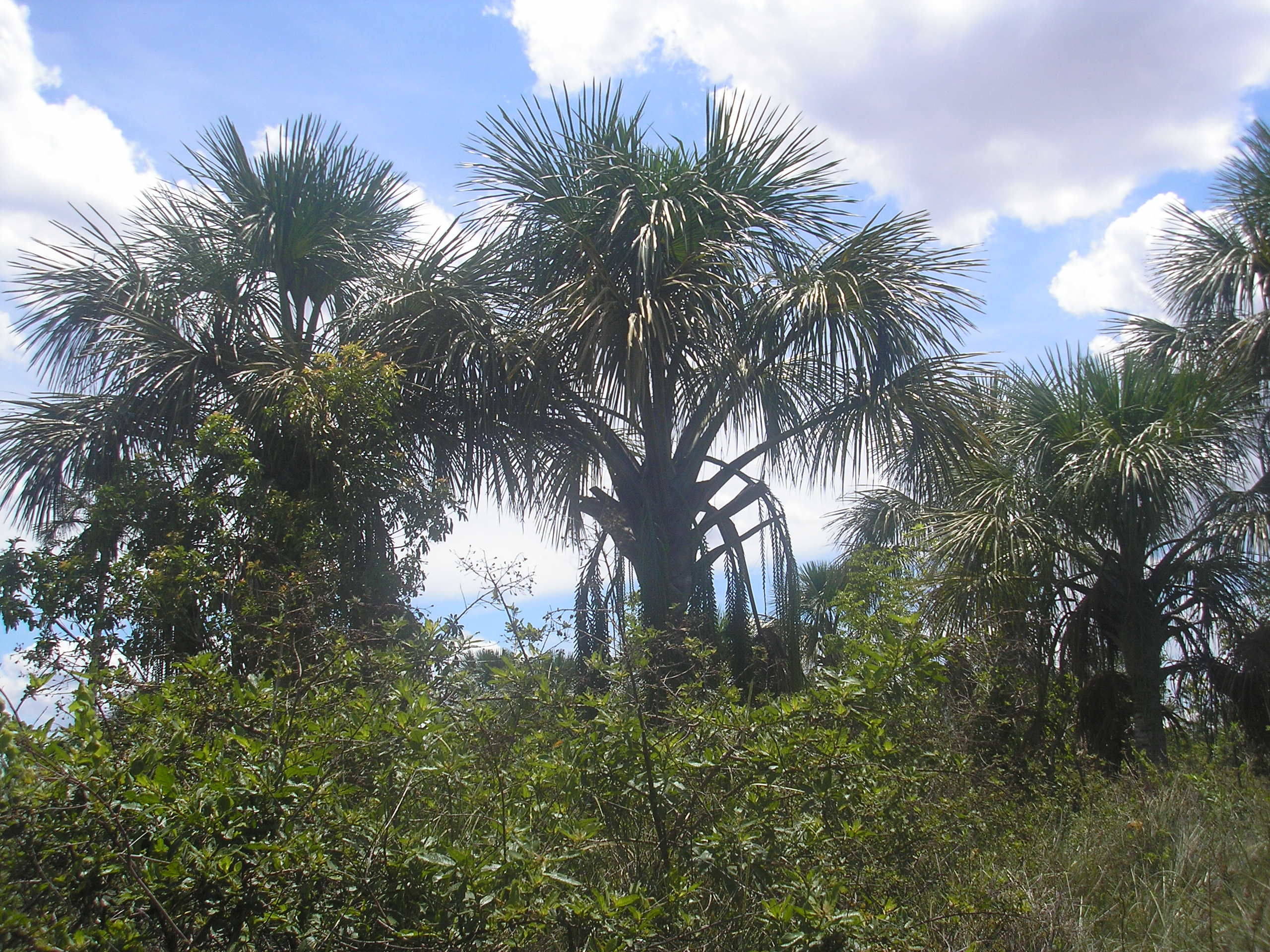
Mauritia flexuosa (buriti)

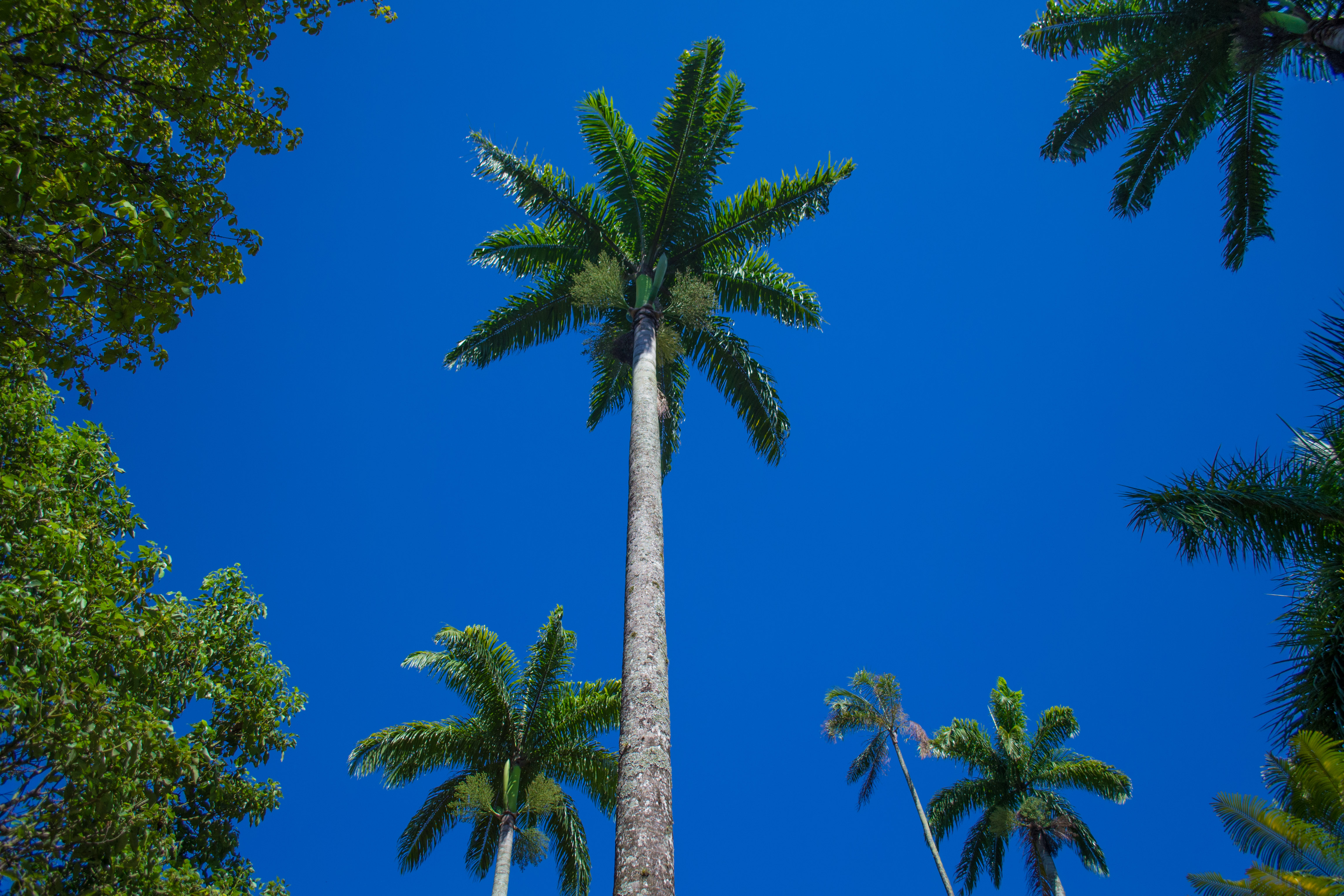
Roystonea oleracea (palmeira-imperial)

A designação Arecaceae para o grupo taxonómico que inclui as palmeiras foi proposta em 1820, por Friedrich von Berchtold e Jan Svatopluk Presl, e validamente publicada em O Prirozenosti Rostlin, p. 266. Para o mesmo grupo, em 1789 por Antoine Laurent de Jussieu, na sua obra Genera Plantarum, p. 37, tinha sido proposto o nome Palmae, sendo essa a primeira designação para aquela circunscrição taxonómica.
Tendo em conta os resultados comparativos obtidos com recurso às técnicas de biologia molecular, o agrupamento Arecaceaeé considerado um grupo monofilético, constituindo um clade bem definido. O clade Arecaceae é o grupo irmão das Dasypogonaceae, relação filogenética que por não ser clara do ponto de vista morfológico apenas foi demonstrada através da genética molecular. Apenas com a publicação do sistema APG IV, de 2016, foram as Dasypogonaceae agrupadas com as Arecaceae na ordem Arecales.
Também do ponto de vista interno, a sistemática das Arecaceae foi profundamente alterada em resultado da aplicação das técnicas da genética molecular, tendo em 2005 sido publicada uma primeira revisão geral da classificação da família agrupando trabalhos parcelares entretanto surgidos. As relações filogenéticas de parentesco entre as 5 subfamílias em que a família Arecaceae se subdivide são presentemente conhecidas com elevado grau de certeza e podem ser melhor entendidas através do seguinte  cladograma:
|  | \| \| Arecoideae \| \| \| \| \| \| Ceroxyloideae \| \| \| \| |
|  |                                                              |
|  | Coryphoideae                                                 |
|  |                                                              |
|  | Arecoideae                                                   |
|  |                                                              |
|  | Ceroxyloideae                                                |
|  |                                                              |

|  | Arecoideae    |
|  |               |
|  | Ceroxyloideae |
|  |               |

|  | \| \| Arecoideae \| \| \| \| \| \| Ceroxyloideae \| \| \| \| |
|  |                                                              |
|  | Coryphoideae                                                 |
|  |                                                              |
|  | Arecoideae                                                   |
|  |                                                              |
|  | Ceroxyloideae                                                |
|  |                                                              |

|  | Arecoideae    |
|  |               |
|  | Ceroxyloideae |
|  |               |

Essa classificação foi adoptada em 2008, com actualizações, em Genera Palmarum. Em 2016 foi publicada uma nova actualização da publicação, da qual resultou a seguinte estrutura sistemática:
- Subfamília Calamoideae
  - Tribo Eugeissoneae
    - Eugeissona

  - Tribo Lepidocaryeae
    - Subtribo Ancistrophyllinae
      - Oncocalamus
      - Eremospatha
      - Laccosperma

    - Subtribo Raphiinae
      - Raphia

    - Subtribo Mauritiinae
      - Lepidocaryum
      - Mauritia
      - Mauritiella

  - Tribo Calameae
    - Subtribo Korthalsiinae
      - Korthalsia

    - Subtribo Salaccinae
      - Eleiodoxa
      - Salacca

    - Subtribo Metroxylinae
      - Metroxylon

    - Subtribo Pigafettinae
      - Pigafetta

    - Subtribo Plectocomiinae
      - Plectocomia
      - Myrialepis
      - Plectocomiopsis

    - Subtribo Calaminae
      - Calamus (incluindo Retispatha, Daemonorops, Ceratolobus e Pogonotium)

- Subfamília Nypoideae
  - Nypa

- Subfamília Coryphoideae
  - Tribo Sabaleae
    - Sabal

  - Tribo Cryosophileae
    - Schippia
    - Trithrinax
    - Zombia
    - Coccothrinax
    - Hemithrinax
    - Leucothrinax
    - Thrinax
    - Chelyocarpus
    - Cryosophila
    - Itaya
    - Sabinaria

  - Tribo Phoeniceae
    - Phoenix

  - Tribo Trachycarpeae
    - Subtribo Rhapidinae
      - Chamaerops
      - Guihaia
      - Trachycarpus
      - Rhapidophyllum
      - Maxburretia
      - Rhapis

    - Subtribo Livistoninae
      - Livistona
      - Licuala
      - Johannesteijsmannia
      - Pholidocarpus
      - Saribus

    - incertae sedis Trachycarpeae
      - Acoelorrhaphe
      - Serenoa
      - Brahea
      - Colpothrinax
      - Copernicia
      - Pritchardia
      - Washingtonia

  - Tribo Chuniophoeniceae
    - Chuniophoenix
    - Kerriodoxa
    - Nannorrhops
    - Tahina

  - Tribo Caryoteae
    - Caryota
    - Arenga (incluindo Wallichia)

  - Tribo Corypheae
    - Corypha

  - Tribo Borasseae
    - Subtribo Hyphaeninae
      - Bismarckia
      - Satranala
      - Gebarae
      - Hyphaene
      - Medemia

    - Subtribo Lataniinae
      - Latania
      - Lodoicea
      - Borassodendron
      - Borassus

- Subfamília Ceroxyloideae
  - Tribo Cyclospatheae
    - Pseudophoenix

  - Tribo Ceroxyleae
    - Ceroxylon
    - Juania
    - Oraniopsis
    - Ravenea

  - Tribo Phytelepheae
    - Ammandra
    - Aphandra
    - Phytelephas

- Subfamília Arecoideae
  - Tribo Iriarteeae
    - Iriartella
    - Dictyocaryum
    - Iriartea
    - Socratea
    - Wettinia

  - Tribo Chamaedoreeae
    - Hyophorbe
    - Wendlandiella
    - Synechanthus
    - Chamaedorea
    - Gaussia

  - Tribo Podococceae
    - Podococcus

  - Tribo Oranieae
    - Orania

  - Tribo Sclerospermeae
    - Sclerosperma

  - Tribo Roystoneae
    - Roystonea

  - Tribo Reinhardtieae
    - Reinhardtia

  - Tribo Cocoseae
    - Subtribo Attaleinae
      - Beccariophoenix
      - Jubaeopsis
      - Voanioala
      - Allagoptera
      - Attalea
      - Butia
      - Cocos
      - Jubaea
      - Syagrus (incluindoLytocaryum)
      - Parajubaea

    - Subtribo Bactridinae
      - Acrocomia
      - Astrocaryum
      - Aiphanes
      - Bactris
      - Desmoncus

    - Subtribo Elaeidinae
      - Barcella
      - Elaeis

  - Tribo Manicarieae
    - Manicaria

  - Tribo Euterpeae
    - Hyospathe
    - Euterpe
    - Prestoea
    - Neonicholsonia
    - Oenocarpus

  - Tribo Geonomateae
    - Welfia
    - Pholidostachys
    - Calyptrogyne
    - Calyptronoma
    - Asterogyne
    - Geonoma

  - Tribo Leopoldinieae
    - Leopoldinia

  - Tribo Pelagodoxeae
    - Pelagodoxa
    - Sommieria

  - Tribo Areceae
    - Subtribo Archontophoenicinae
      - Actinorhytis
      - Archontophoenix
      - Actinokentia
      - Chambeyronia
      - Kentiopsis

    - Subtribo Arecinae
      - Areca
      - Nenga
      - Pinanga

    - Subtribo Basseliniinae
      - Basselinia
      - Burretiokentia
      - Cyphophoenix
      - Cyphosperma
      - Lepidorrhachis
      - Physokentia

    - Subtribo Carpoxylinae
      - Carpoxylon
      - Satakentia
      - Neoveitchia

    - Subtribo Clinospermatinae
      - Cyphokentia
      - Clinosperma

    - Subtribo Dypsidinae
      - Dypsis
      - Lemurophoenix
      - Marojejya
      - Masoala

    - Subtribo Laccospadicinae
      - Calyptrocalyx
      - Linospadix
      - Howea
      - Laccospadix

    - Subtribo Oncospermatinae
      - Oncosperma
      - Deckenia
      - Acanthophoenix
      - Tectiphiala

    - Subtribo Ptychospermatinae
      - Ptychosperma
      - Ponapea
      - Adonidia
      - Balaka (incluindo Solfia)
      - Veitchia
      - Carpentaria
      - Wodyetia
      - Drymophloeus
      - Normanbya
      - Brassiophoenix
      - Ptychococcus
      - Jailoloa
      - Manjekia
      - Wallaceodoxa

    - Subtribo Rhopalostylidinae
      - Rhopalostylis
      - Hedyscepe

    - Subtribo Verschaffeltiinae
      - Nephrosperma
      - Phoenicophorium
      - Roscheria
      - Verschaffeltia

  - Incertae sedis Areceae
    - Bentinckia
    - Clinostigma
    - Cyrtostachys
    - Dictyosperma
    - Dransfieldia
    - Heterospathe
    - Hydriastele
    - Iguanura
    - Loxococcus
    - Rhopaloblaste

### Lista de géneros
As espécies de Arecaceae repartem-se por 185 géneros:
- Acanthophoenix, Acanthorrhiza, Acoelorrhaphe, Acrocomia, Actinokentia, Actinorhytis, Adonidia, Aiphanes, Allagoptera, Ammandra, Aphandra, Archontophoenix, Areca, Arenga, Asterogyne, Astrocário, Atitara, Attalea, Augustinea, Avoira
- Bactris, Balaka, Barcella, Barkerwebbia, Basselinia, Beccariophoenix, Bentinckia, Bismarckia, Borassodendron, Borassus, Brahea, Brassiophoenix, Burretiokentia, Butia, Butyagrus
- Calamo, Calyptrocalyx, Calyptrogyne, Calyptronoma, Carpentaria, Carpoxylon, Caryota, Catoblastus, Ceratolobus, Ceroxylon, Chamaedorea, Chamaerops, Chambeyronia, Chelyocarpus, Chuniophoenix, Clinosperma, Clinostigma, Coccothrinax, Cocos, Colpothrinax, Copernicia, Corypha, Cryosophila, Cyphokentia, Cyphophoenix, Cyphosperma, Cyrtostachys
- Daemonorops, Deckenia, Deckeria, Desmoncus, Dictyocaryum, Dictyosperma, Didymosperma, Diplothemium, Dransfieldia, Drymophloeus, Dypsis
- Elaeis, Eleiodoxa, Eremospatha, Eugeissona, Euterpe
- Gaussia, Geonoma, Guihaia
- Haplophloga, Hedyscepe, Hemithrinax, Heterospathe, Howea, Hydriastele, Hyophorbe, Hyospathe, Hyphaene
- Iguanura, Inodes, Iriartea, Iriartella, Itaya
- Jessenia, Johannesteijsmannia, Juania, Jubeia, Jubaeopsis, Jubautia
- Kentia, Kentiopsis, Kerriodoxa, Klopstockia, Korthalsia
- Laccospadix, Laccosperma, Latânia, Lemurophoenix, Leopoldinia, Lepidocaryum, Lepidorrhachis, Leucotrinax, Licuala, Linospadix, Livistona, Lodoicea, Loxococcus, × Lytoagrus, Lytocaryum
- Malortiea, Manicaria, Marojejya, Martinezia, Masoala, Mauritia, Mauritiella, Maxburretia, Maximiliana, Maximilianea, Medemia, Metroxylon, × Microphoenix, Myrialepis
- Nannorrhops, Nenga, Neodypsis, Neonicholsonia, Neoveitchia, Nefrosperma, Normanbya, Nunnezharia, Nypa
- Oenocarpus, Oncocalamus, Oncosperma, Orania, Oraniopsis, Orbignya, Oreodoxa
- Palma, Parajubaea, Paralinospadix, Paripon, Paschalococos, Pelagodoxa, Phloga, Phoenicophorium, Phoenix, Pholidocarpus, Pholidostachys, Physokentia, Phytelephas, Pigafetta, Pinanga, Plectocomia, Plectocomiopsis, Podococcus, Pogonotium, Ponapea, Prestoea, Pritchardia, Pseudophoenix, Pseudopinanga, Ptychandra, Ptychococcus, Ptychorhaphis, Ptychosperma
- Raphia, Ravenea, Reinhardtia, Retispatha, Rhapidophyllum, Rhapis, Rhopaloblaste, Rhopalostylis, Rosqueria, Rotang e Roystonea.

Alguns géneros mais comuns:
- Acrocomia - com a macaúba brasileira;
- Areca- com a palmeira de betel;
- Arenga;
- Astrocaryum - com o tucum;
- Attalea - com a piaçava;
- Bactris - a que pertence a pupunha;
- Butia - butiá;
- Borassus;
- Cocos - onde se situa o coco-da-bahia;
- Copernicia - que tem a carnaúba;
- Euterpe - com o açaí e palmito-juçara;
- Elaeis - como o dendê;
- Gebarae - como o Babaçu;
- Jessenia;
- Jubaeopsis - com a palmeira-do-pondo;
- Mauritia - a que pertence o buriti;
- Orbignya - que tem o babaçu;
- Phoenix - com a tamareira;
- Raphia - palmeira da ráfia;
- Rhapis - palmeira rápis;
- Roystonea  - a que pertence a palmeira imperial;
- Sabal - com o sabal;
- Salacca;
- Syagrus - com o jerivá e o catolé;
- Veitchia;
- Wallichia;
- Washingtonia.

## Importância econômica
Os gêneros Areca (noz-de-betel), Attalea, Bactris (pupunha), Cocos (coqueiro), Elaeis (dendê), Euterpe (açaí jussara), Metroxylon (sagu) e Phoenix (tamareira) são plantas consideradas alimentícias, elas possuem um meristema apical comestível, um exemplo é o Palmito. Outras palmeiras economicamente importantes são Calamus (ratan), Copernicia prunifera (cera da carnaúba), Phytelephas (marfim – vegetal), Raphia (ráfia) e muitos outros gêneros que fornecem fibras que podem ser usados na confecção de artesanatos e também como material de cobertura para construções.
A família também possui plantas ornamentais que são de grande importância econômica como, Caryota, Chamaerops, Livistona, Sabal, Washingtonia, Butia, Dypsis, entre outros muitos gêneros.
Alguns usos na América do Sul:
- Madeira: Iriartea deltoidea, Socratea exorrhiza, Ceroxylon (na Colômbia)
- Palha: Lepidocaryum tenue, Euterpe precatoria, Geonoma deversa, Geonoma orbignyana, Geonoma macrostachys, Iriartea deltoidea, Oenocarpus bataua, Phytelephas macrocarpa, Attalea butyracea
- Fibra: Leopoldinia piassaba, Aphandra natalia, Attalea colenda, Mauritia flexuosa, Astrocaryum chambira, Astrocaryum malybo, Astrocaryum standleyanum (na Colômbia, Equador e Panama), Astrocaryum jauari
- Palmito: Euterpe oleracea, Euterpe precatoria, Euterpe edulis, Prestoea acuminata, Bactris gasipaes
- Frutos: Bactris gasipaes, Mauritia flexuosa, Euterpe oleracea, Euterpe precatoria
- Óleo: Attalea phalerata, Attalea speciosa, Attalea maripa, Attalea butyracea, Astrocaryum aculeatum, Astrocaryum murumuru, Mauritia flexuosa, Oenocarpus bataua
- Marfim vegetal: Phytelephas macrocarpa (Peru e Bolívia), Phytelephas aequatorialis (Equador) e Phytelephas seemannii (Colômbia), Phytelephas tenuicaulis